# Strangalomorpha
Strangalomorpha is een kevergeslacht uit de familie van de boktorren (Cerambycidae). De wetenschappelijke naam van het geslacht werd voor het eerst geldig gepubliceerd in 1872 door Solsky.

## Soorten
Strangalomorpha omvat de volgende soorten:
- Strangalomorpha austera Holzschuh, 2003
- Strangalomorpha cavernosa Holzschuh, 1998
- Strangalomorpha chekianga (Gressitt, 1939)
- Strangalomorpha marginipennis Hayashi & Villiers, 1989
- Strangalomorpha multiguttata (Pic, 1914)
- Strangalomorpha platyfasciata (Chiang, 1963)
- Strangalomorpha signaticornis (Ganglbauer, 1890)
- Strangalomorpha tenuis Solsky, 1872
- Strangalomorpha tomentosa Tamanuki, 1943
- Strangalomorpha virididorsalis Chou & N. Ohbayashi, 2010